# 上海美租界
上海美租界（英語：或）是1848年经上海道台同意，设立於苏州河北虹口地区的美侨居留地（租界）。1863年与上海英租界合并，称为上海英美租界，后改称上海公共租界。

## 简史

《上海县城乡租界全图》（1884年），最上方橙色者为美租界

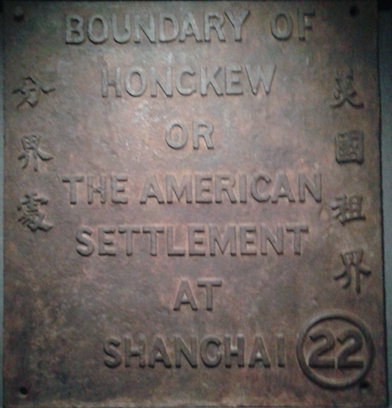
上海美租界界碑

1845年，美国圣公会主教文惠廉（W.J.Boone）借建造教堂之名，在吴淞江北岸的虹口一带，以低价购置地产，又于1848年要求建立美侨居留地，得到上海道台口头应允，但没有划定界址，也没有签订协议。1863年6月25日，美国领事熙华德与上海道台黄芳订立章程，规定美租界的范围：以护界河对岸（今西藏路桥北堍）为起点，沿吴淞江、黄浦江向东到杨树浦，再沿杨树浦向北3里，至此向西划一直线，连接原来的起点。整个范围，横跨今闸北、杨浦、虹口3个区的南部，占地347万平方米（5,200余亩）。
1853年6月末，由於小刀會起義、太平天國運動等事件發生，英國領事阿禮國建議在滬的英法美三國代表簽訂協議，建立統一行政機構，以應對租界日漸複雜的形式。1854年6月，阿禮國再次照會美法，希望促成市政機關的建立。7月，在英國公使包令和美國公使麥蓮的催促下，法國公使布爾布隆宣佈接受這一建議，但须報法國政府批准。
7月8日，英、法、美三国领事发布联合通告，公布经三国公使拟定但未经中国政府批准的《上海英美法租界土地章程》。由于该《土地章程》较1845年版本有较大出入，确立了租地人向原业主一次性缴纳租金后向中国政府缴纳地税，而非向原业主持续缴纳租金。
1854年7月11日，三国领事与49位租地人在英国领事馆召开租地人大会。会议议程为建立代议制的市政机关。大会通过投票同意建立工部局、组建巡捕房等十几项决议。
但与此同时，英美与法国间在上海的矛盾逐渐爆发。在处理小刀会事件中，英美两国将法租界排除在非军事区等做法引发了法国领事爱棠的强烈不满。当年12月24日，布尔布隆公使致信法国外交部，要求政府不要批准《土地章程》。与此同时爱棠则宣称他没有公布法令承认新版《土地章程》对法国侨民具有约束力。
1856年初，法租界单方面召开租地人大会。先后于当年和翌年组建巡捕房和道路管理委员会。法国的做法意味着英美法租界合并无望。在此情况下，英美两租界合并的呼声逐渐浮现。
1860年代初，旗昌洋行大班金能亨和美国领事熙华德开始倡议英美租界的合并。1862年3月31日，英租界租地人会议通过将美租界与英租界合并的议案。
1863年9月21日，在完成初步划界后的美租界召开租地人会议，同意与英租界合并。至此，英美租界正式宣布合并。合并后的租界称为英美租界（Foreign Settlement）或洋泾浜北首外人租界。1899年以后，正式改称公共租界。